# Church Rock (Heard)
Der Church Rock ist ein 16 m hoher, turmartiger Rifffelsen im südlichen Indischen Ozean. Er liegt am Kopfende der Corinthian Bay gegenüber der Mündung des Baudissin-Gletschers im Norden der Insel Heard.
Namensgeber des Felsens ist vermutlich Kapitän Church vom Schoner Mechanic, einem Begleitboot des Robbenfängers Corinthian unter Kapitän Erasmus Darwin Rodgers (1817–1906), der die Insel Heard im März 1855 angelaufen hatte.